# Theodor Vernaleken

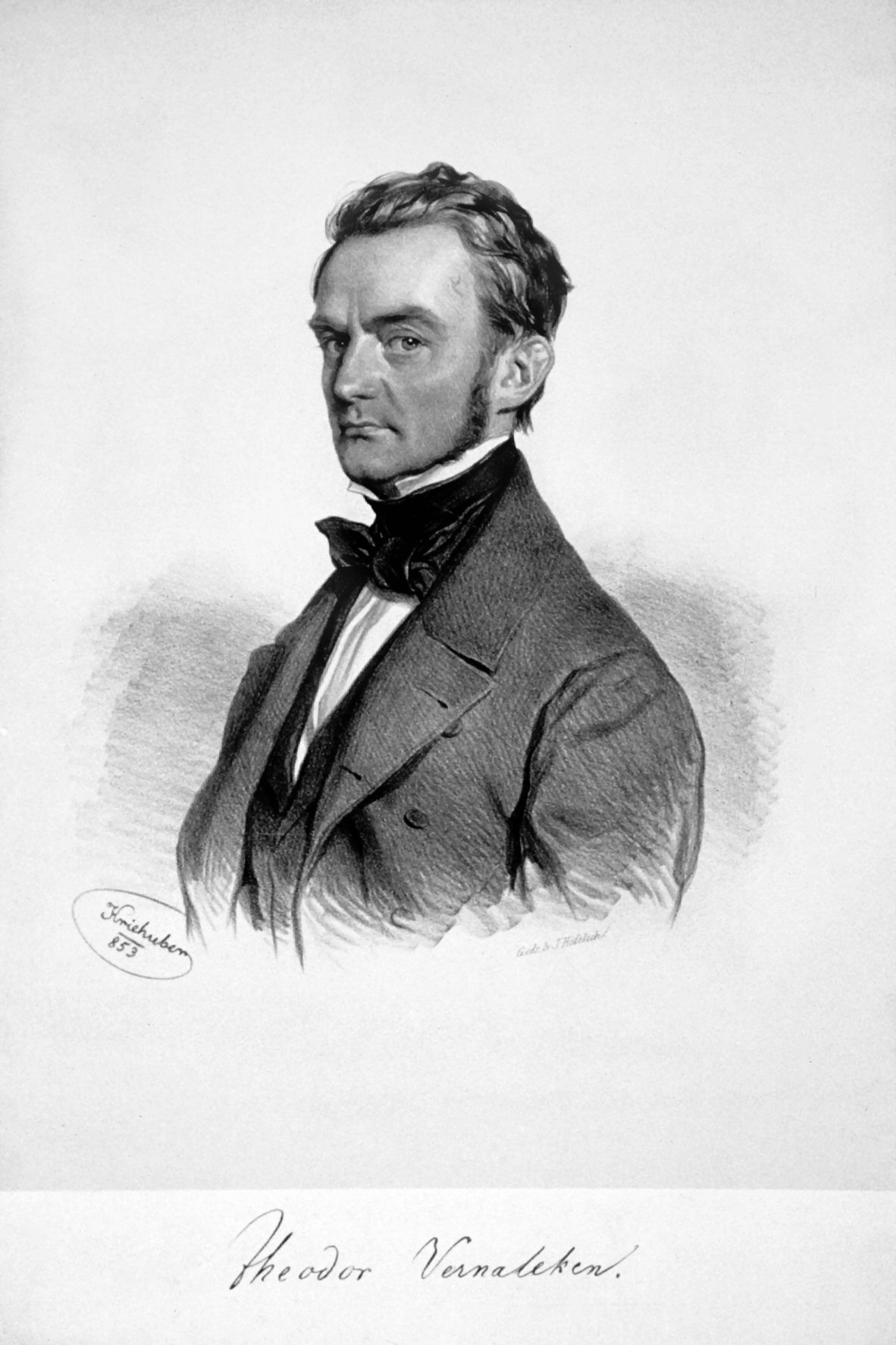
Theodor Vernaleken, Lithographie von Josef Kriehuber, 1853

Theodor Vernaleken (* 28. Januar 1812 in Volkmarsen; † 27. Februar 1907 in Graz) war deutscher Germanist, Volkskundler, Pädagoge und Seminardirektor und Professor in Wien.

## Leben und Karriere
Nach dem Schulbesuch in Warburg, Paderborn und Fulda studierte er in Zürich und  wurde danach Sekundarlehrer in Rickenbach SZ am dortigen Lehrerseminar. Ab 1840 war er pädagogischer Schriftsteller in Zürich.
Ab 1850 wurde er nach Wien als Seminardirektor berufen. In dieser Funktion wirkte er an der Erneuerung des österreichischen Volksschulwesens, der Schaffung der realistischen Mittelschulen und in der Lehrerausbildung mit. Anfangs arbeitete er auch als Lehrer für deutsche Sprache und Literatur an der Vorschule des Polytechnikums, dann an der Oberrealschule Schottenfeld. Daraufhin wurde er Schulinspektor und Prüfungskommissar. Er wurde 1870 Direktor der Hauptnormalschule St. Anna in Wien und k. u. k. Professor.
Vernaleken  gründete die erste Lehrerbildungsanstalt. Nach seiner Pensionierung 1877 wohnte er in Graz. Vernaleken war mit Jacob Grimm, Johann Ludwig Uhland und Johann Wurth befreundet.

## Wirken
Neben seiner Arbeit als Pädagoge und Schulreformer sammelte er Sagen, Mythen, Märchen und Bräuche aus den Alpenländern, die er in zahlreichen Büchern publizierte. Zudem schrieb er zwei Grammatikbücher über die deutsche Sprache und gab ein dreibändiges Literaturbuch heraus.

## Werke
- Deutsche Sprachrichtigkeiten und Spracherkenntnisse: Zweifelhafte Fälle, unsichere Begriffe, dt. Personennamen u. brauchbare Fremdwörter in e. alfab. geord. Auswahl nach zuverlässigen Forschungen erl.; Wien: Pichler; 1900
- Literaturbuch: dt. Lesebuch nebst d. Anfaengen d. Kunst- u. Litteraturgeschichte, Altertumskunde, Mythologie u. Poetik; 3 Bände; Wien: Braumueller, 1854–1857.
- Alpensagen: Volksüberlieferungen aus der Schweiz, aus Vorarlberg, Kärnten, Steiermark, Salzburg, Ober- und Niederösterreich, Seidel, Wien, 1858 (Neuausg.Graz: Verl. für Sammler; 1993)
- Mythen und Bräuche des Volkes in Österreich, als Beitrag zur deutschen Mythologie, Volksdichtung und Sittenkunde; Wien: Braumüller; 1859
- Deutsche Syntax, 2 Bände, Braumüller, Wien 1861/63;
- Österreichische Kinder- und Hausmärchen: treu nach mündlicher Überlieferung; Wien: Braumüller; 1864 (Neuauflage Hildesheim [u. a.]: Olms; 1980)
- Über das Richtersetzen. In: MHVSt 32 (1884), 117–120.
- Spiele und Reime der Kinder in Oesterreich / gesammelt und hrsg. von Th. Vernaleken und Frz. Branky. -Neue Ausg;.Wien: Sallmyer, 1876
- Das deutsche Volksepos: nach Wesen, Inhalt und Geschichte, mit einer erläuterten Auswahl aus den Nibelungen und der Gudrun; Vernaleken, Theodor [Hrsg.]; Zürich: Meyer u. Zeller; 1846
- Die Zweige des deutschen Volkes in Mitteleuropa; Graz: H. Wagner; 1898
- Hauptgrundsätze aus der allgemeinen Unterrichtslehre: Nebst eingehenden Erörterungen über den Sprachunterricht in der Volks- und Bürgerschule; Wien: Beck’sche Univ. Buchhandlung; 1871
- Formenlehre der deutschen Sprache; Wien: Seidel; 1856
- Zur pädagogischen Lehrkunst: insbes. über d. Wesen u. d. Mittel d. innern Anschauung; über d. Sündfluten; Wien; 1872
- Die Anfänge der Unterrichtslehre und Volksschulkunde : mit einer vorangehenden psychologischen Propädeutik; Wien: Pichler; 1874
- Himmelskunde oder mathematische Geographie; St. Gallen u. a.: Huber; 1842
- Deutsches Literaturbuch; 2., unveränd. Aufl. St. Gallen u. a.: Huber; 1851
- Über den Zweck und Gebrauch der Beispiel-Grammatik: nebst Andeutungen u. Beisp. über d. log. u. grammat.-stylist. Zergliederung d. Mustersätze; mit Bezugnahme auf das Uebungsbuch; St. Gallen u. a.: Huber; 1840
- Deutsche Beispiel-Grammatik; 2., umgeänd. u. verb. Aufl. St. Gallen: Huber; 1851
- Hilfsbuch zu dem ersten Sprach- und Lesebuche für die katholischen Volksschulen im Kaiserthum Österreich: für Lehrer und Präparanden; Wien: K. k. Schulbücher-Verl.; 1858